# Keith Burkinshaw
Keith Burkinshaw (Higham, 1935. június 23. –) angol labdarúgó, hátvéd, edző.

## Pályafutása

### Játékosként
Burkinshaw a fél-profi Denaby United csapatában futballozott, mielőtt 1953-ban a Liverpool csapatához szerződött; a vörösöknél egyetlen mérkőzésen lépett pályára, 1955 áprilisában egy Port Vale elleni bajnoki mérkőzésen. 1957 és 1965 között a Workington csapatában futballozott. 1968-ban a Scunthorpe United csapatától vonult vissza a labdarúgói pályafutásától.

### Edzőként
1976 nyarán Terry Neill távozását követően nevezték ki a Tottenham Hotspur vezetőedzőjének. A londoni csapatot nyolc éven keresztül irányította, kétszer nyert FA-kupát (1981, 1982), egyszer angol szuperkupát (1981), valamint egyszer UEFA-kupát a klubbal; az 1984-es döntőben a belga Anderlecht csapatát múlták felül. 1984 és 1986 között a bahreini labdarúgó-válogatott szövetségi kapitányaként dolgozott, majd visszatért Európába, ahol a portugál élvonabeli Sporting vezetőedzője lett; a lisszaboni csapattal 1988-ban portugál szuperkupagyőztes lett. 1988 és 1989 között a Gillingham edzője volt, majd 1991-ben Malajziában vállalt munkát a Sri Pahang csapatánál. Az 1993-1994-es idényben az angol másodosztályú West Bromwich Albion csapatát irányította, 1997-ben pedig a skót élvonalbeli Aberdeen megbízott edzője volt. Utoljára 2005 és 2007 között a Watford másodedzőjeként dolgozott.

## Sikerei, díjai

### Edzőként
- Tottenham Hotspur
- FA-kupagyőztes: 1980–1981, 1981–1982
- FA Charity Shield győztes: 1981
- UEFA-kupa győztes: 1983–1984
- Sporting
- Portugál szuperkupagyőztes: 1988